# Parque de campismo
Parque de Campismo é um local onde os campistas acampam, geralmente de forma turística e num curto espaço de tempo. Estes espaços são delimitados e têm que oferecer um mínino de condições, variáveis de país para país, aos seus utilizadores. São por vezes escolhidos em detrimento de, por exemplo hóteis, devido a nestes se praticarem preços mais baixos e/ou se estar em maior contacto com a natureza.

## Parques de Campismo em Portugal
Em Portugal existem mais de duzentas destas instalações espalhadas por todo o território Nacional. Segundo a legislação em vigor, todos os parques de campismo portugueses devem dispor de uma recepção à entrada do recinto, responsável por controlar o movimento para o interior e exterior do parque, reencaminhar para os campistas chamadas telefónicas e correspondência destinada a eles e informar os utilizadores acerca do funcionamento do parque e seus serviço. Devem também ter edificados intalações sanitárias separadas por sexo, lava-loiças, pias para despejo de águas resíduais, tanques para lavagem de roupa e respectiva zona de secagem, tábuas de engomar, parque infantil, área ao ar livre para a prática de desporto e recipientes para o lixo separados para triagem dos resíduos e futura reciclagem.